# TNA Lockdown (2013)
L'édition 2013 de Lockdown est un pay-per-view de catch organisé par la TNA. Il s'est  déroulé le 10 mars 2013 à l'Alamodome, à San Antonio au Texas. Il s'agit de la 9e édition de Lockdown et contrairement aux autres années, l’évènement s'est déroulé en mars au lieu d'avril.

## Contexte
Les spectacles de la Total Nonstop Action Wrestling en paiement à la séance sont constitués de matchs aux résultats prédéterminés par les scénaristes de la TNA. Ces rencontres sont justifiées par des storylines - une rivalité avec un catcheur, la plupart du temps - ou par des qualifications survenues dans les émissions de la TNA telles que TNA Xplosion et TNA Impact!. Tous les catcheurs possèdent un gimmick, c'est-à-dire qu'ils incarnent un personnage face (gentil), heel (méchant) ou tweener (neutre, apprécié du public), qui évolue au fil des rencontres. Un pay-per-view comme Lockdown est donc un évènement tournant pour les différentes storylines en cours.

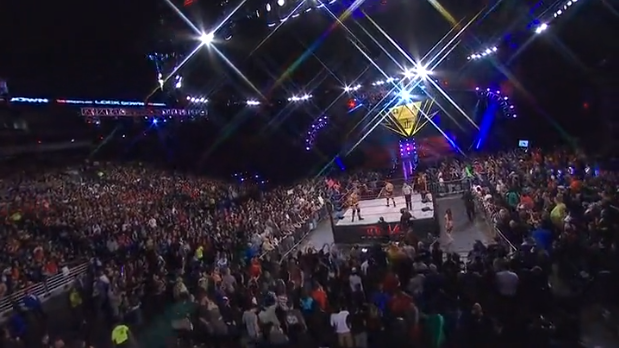
Aperçu de l'Alamodome pendant le show, qui a battu un record d'audience pour ce pay-per-view.

Tous les matchs de ce pay-per-view se déroulent dans une cage appelée Lockdown Cage Match. Depuis Lockdown 2007, chaque année, un Lethal Lockdown Match est organisé. Il s'agit d'un match opposant deux équipes et se déroulant dans une cage à toit ouvert. Le match débute une fois que les deux premiers participants entrent dans la cage, les autres les rejoignent au fil du temps. Une fois tous les participants dans le ring, le toit de la cage, auquel sont accrochés divers objets et armes, se referme. La victoire peut s'obtenir à n'importe quel moment, par tombé ou soumission de n'importe quel catcheur sur un membre de l'équipe adverse.
Cette année la, le Lethal Lockdown opposé deux équipes (Aces & Eights contre l'équipe TNA).

## Records
- L'édition 2013 de Lockdown a accueilli 6700 spectateurs, ce qui constitue un record pour ce pay-per-view.
- Elle est aussi l'édition où s'est déroulé le show dans la plus grande arène que la fédération ait connue, ce qui a contribué au record d'affluence.

## Tableau des matchs
| # | Match | Stipulation                      | Enjeu                              | Durée |
| - | --- | -------------------------------- | ---------------------------------- | ----- |
| 1 | Bully Ray bat Jeff Hardy (c) | Steel Cage Match                 | TNA World Heavyweight Championship | 16:55 |
| 2 | Wes Brisco bat Kurt Angle | Steel Cage Match                 |                                    | 11:43 |
| 3 | Velvet Sky (c) bat Gail Kim | Match simple                     | TNA Women's Knockout Championship  | 7:31  |
| 4 | Austin Aries & Bobby Roode (c) battent Bad Influence (Christopher Daniels & Kazarian) vs. Chavo Guerrero, Jr. & Hernandez                      | Three-Way match                  | TNA World Tag Team Championship    | 17:09 |
| 5 | Team TNA (Sting, Magnus, Eric Young, James Storm & Samoa Joe) battent Team Aces & 8's (Devon, DOC, Garett Bischoff, Mike Knox et Mr. Anderson) | Lethal Lockdown Steel Cage Match |                                    | 25:02 |
| 6 | Robbie T bat Robbie E | Match simple                     |                                    | 5:41  |
| 7 | Kenny King (c) bat Zema Ion & Christian York                                                                                                   | Triple Threat Match              | TNA X Division Championship        | 11:07 |
| 8 | Joseph Park bat Joey Ryan | Match simple                     |                                    | 5:42  |